# Tomentophanes
Tomentophanes is een kevergeslacht uit de familie van de boktorren (Cerambycidae). De wetenschappelijke naam van het geslacht werd voor het eerst geldig gepubliceerd in 2004 door Adlbauer.

## Soorten
Tomentophanes is monotypisch en omvat slechts de volgende soort:
- Tomentophanes vestitus Adlbauer, 2004